# Emborough
Emborough is een civil parish in het bestuurlijke gebied Mendip, in het Engelse graafschap Somerset met 148 inwoners.